# Château-Verdun (Festes Haus)
Das Château-Verdun ist ein mittelalterliches, festes Haus, das auf 1343 m s.l.m. an der Straße zum Ortsteil Flassin in der Gemeinde Saint-Oyen im Aostatal liegt. Es liegt unterhalb der Hauptstraße des Dorfes. Das Haus, das dem Hospizorden auf dem Grossen St. Bernhard gehört, dient seit 9 Jahrhunderten als „Empfangshaus“ (französisch Maison d’accueil).

## Beschreibung

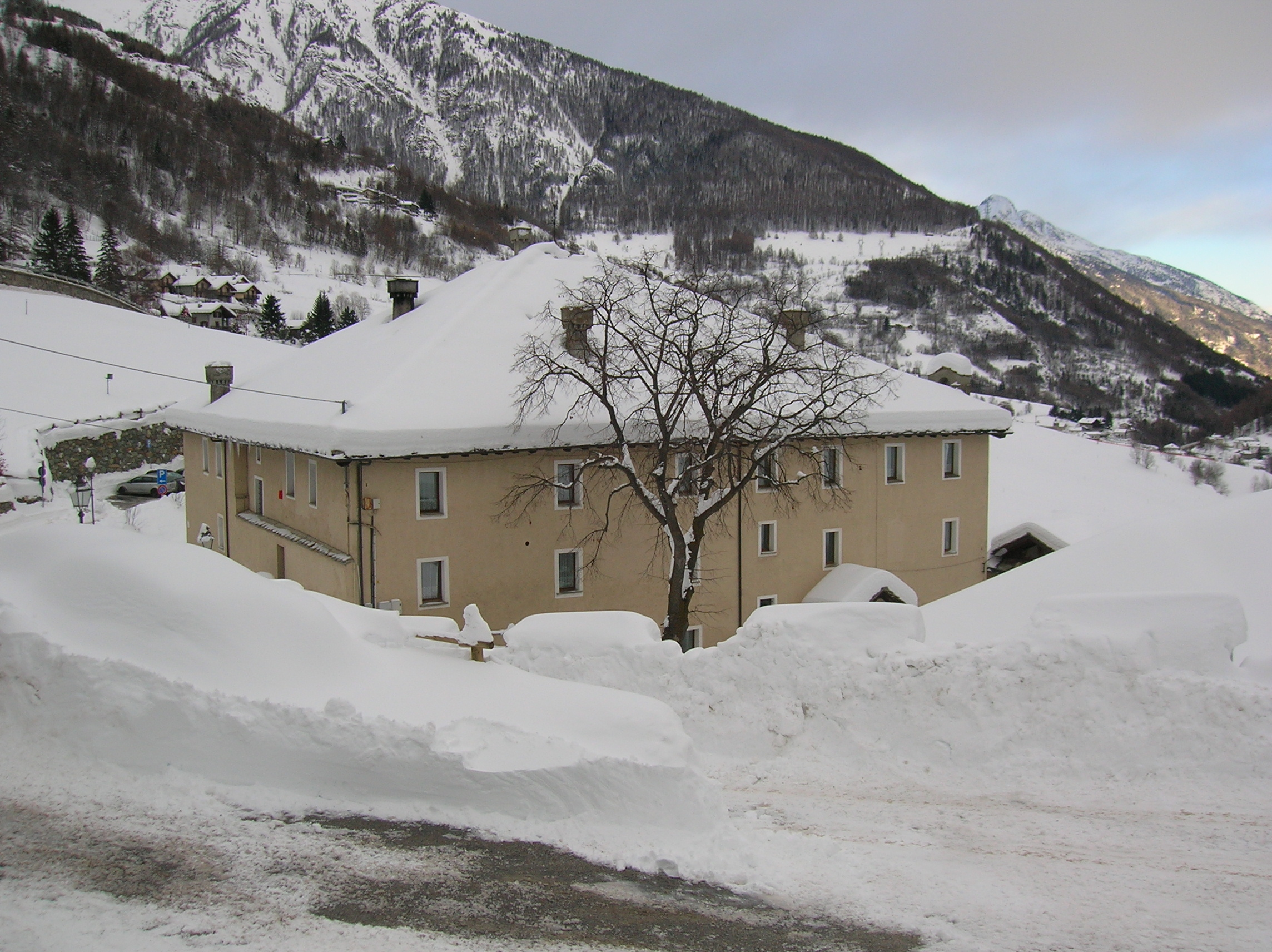
Rückseite des Château-Verdun im Winter

Das Gebäude, das – auch dank einer umfassenden Restaurierung in den 1990er-Jahren – gut erhalten ist, ist wie ein festes Haus aufgebaut: Der Grundriss ist quadratisch und massig, das Dach mit grauen Steinplatten ist geneigt; die Räume im Souterrain haben Tonnen- oder Kreuzgewölbe, während in den Räumen im Erdgeschoss und im ersten Obergeschoss wertvolle Möbel erhalten sind.
Unter anderem gibt es im Château-Verdun zwei Kapellen, zahlreiche Versammlungssäle und einen Raum, der als Konferenz- und Konzertsaal dient.

## Geschichte
Das Dorf Saint-Oyen auf halbem Wege zwischen Aosta und dem Grossen St. Bernhard war jahrhundertelang ein Zwischenhalt für die Reisenden, die Pilger und ihre Mulis, die auf den Pass wollten: Château-Verdun zeugt von dieser Berufung einer Alpensiedlung an der Via Francigena.
Es gibt keine sicheren Informationen über die Ursprünge des „Castellum Verdunense“: Laut einigen Thesen denkt man, dass es am Anfang ein einfacher, befestigter Bauernhof zur Unterstützung des Hospizes auf dem Pass war, d. h., ein Haus, das den Armen am Pfingsttag Essen anbot.
Das Haus, das im 10. oder 11. Jahrhundert erbaut wurde, gehörte 1137 dem Hospizorden auf den Grossen St. Bernhard als direkte Schenkung des Fürsten Amadeus III. von Savoyen. Aus dieser Zeit stammen die ersten Umbauten des Gebäudes. Man passte es seinen Aufgaben als Zwischenstation für Reisende, als Bauernhof für das Hospiz und als Aufnahmeort für die Kranken an, dort wurden Waren wie Fleisch und Käse gelagert, dort wurde das Holz des Hospizes für den Winter eingelagert. Die „Maronniers“, Vorgänger der Bergführer, brachen von dort aus auf, um die Pilger zu begleiten.

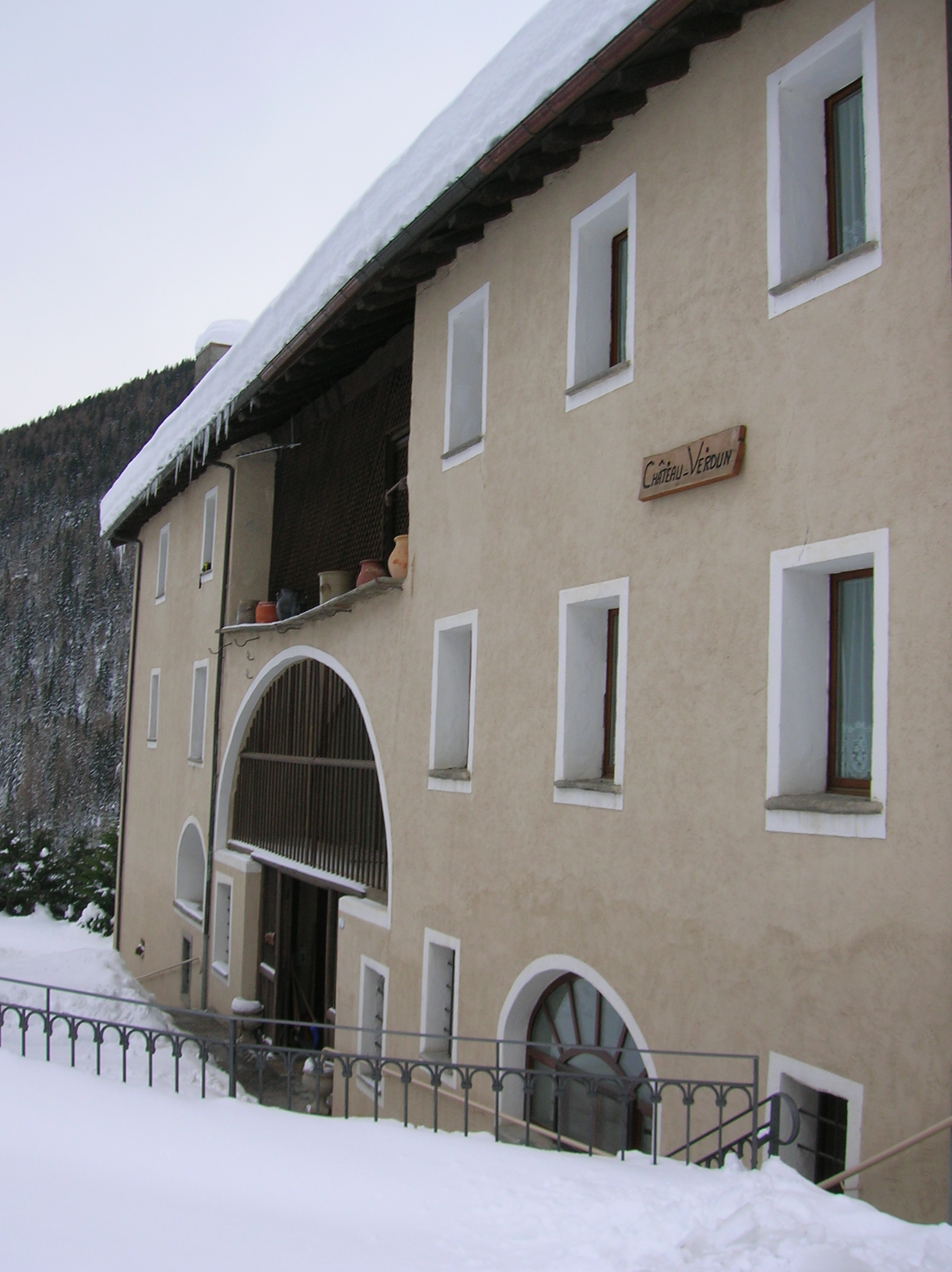
Fassade des Château-Verdun im Winter

1592, als das Gebäude durch einen Brandanschlag zerstört wurde, war es immer noch hauptsächlich ein großer, befestigter Gutshof.
Das Château-Verdun wurden neu aufgebaut und nutzt der Orden einen Teil des Gebäudes für die Aufnahme von Einzelpersonen, Gruppen oder Studierenden, die eine Zeit der Reflexion oder der Ruhe benötigen: Von 1921 bis 2011 war es ein „Maison d'accueil“ (dt.: Empfangshaus), seit Februar 2012 wurde es dem Bistum Aosta unterstellt.
Es ist nach Vorankündigung öffentlich zugänglich.
Beachtenswert ist der Jahrhunderte alte Goldregen auf der Rückseite des Château-Verdun.